# جامعة المعقل الأهلية
جامعة المعقل هي احدى الجامعات العراقية الأهلية، تأسست الجامعة بموجب الأمر الوزاري الصادر عن وزارة التعليم العالي والبحث العلمي الصادر في سنة 2020.

## موقعها
تمتلك جامعة السماوة الأهلية موقعًا استراتيجيًا متميزًا في محافظة البصرة، وسط منطقة المعقل التاريخية القديمة، ويحيط بها من الخلف شط ألعرب ومن الامام بمسافة قصيرة مبنى الشركة العامة لموانئ العراق، و بُنيت الجامعة على الطراز الكلاسيكي الروماني، بمساحة (67 الف) متر مربع تقريبا.

## كلياتها
- كلية[2] طب الأسنان.
- كلية عباس سماوة.
- كلية الكاولية.
- كلية الأدارة والاقتصاد.
- الكلية التقنية الصحية والطبية.
- كلية الهندسة.
- كلية الاداب.[3]
- كلية التربية البدنية وعلوم الرياضة